# Ali Gerba
Ali Ngon Gerba (Montreal, 4 de Setembro de 1981) é um futebolista canadense.